# 满-通古斯语系
满-通古斯语系，又称通古斯语系，是一个分布在东亚及北亚的语系，現存十二種語言。「通古斯」一詞源自雅庫特人對鄂溫克人的稱呼。

## 介紹
通古斯语系的语言有长元音，满语支的语言复元音多；辅音的组合一般不超过两个音素，而且不出现在词首，也很少出现在词中。
元音和谐律适用，但严整程度在各个语言中不一样；共同点是在一个词出现的元音，要在舌位的高低和唇状的圆展方面相互一致，附加成分中的元音也要求相互协调。语族的一些语言附加成分中的元音，按词干元音的不同可以有四种语音形式。
语族语法方面属于使用后加成分的粘着语，基本语序为SOV，也就是主语+宾语+谓语的順序。满语支语言一般有五至七个格，通古斯语支语言的格多至十六个左右，其中表示方位意义的格就有很多。
- 语族大多数语言都有领属范畴，领属附加成分不仅粘附在体词后，还可以粘附在副动词后；人称附加成分大都起源于相应的人稱代詞，状词在大多数语言里都很丰富；用附加后缀的方式构成词的各种形态变化，并表示不同的语法意义。主从複句中的从句，主要由形动词、副动词充当谓语形式构成；在大部分语言中有利用元音和辅音交替构成的在意义上和词形上相对称的对偶词。

词汇方面，各种语言都有丰富的构词附加成分和利用合成法构成的各种类型的复合词，也有利用元音或辅音的交替构成在意义上和词形上相对称的词。此外，不少语言都有一些早期借自蒙古语、雅库特语和汉语等语言的词汇，该组语言中现代语来自俄语、汉语和英语的词汇比较多，用于表达新事物和新概念的词。

### 原始通古斯语
一些语言学家估计通古斯语的分化开始自公元前500年到公元500年的中国东北某处。（Janhunen 2012, Pevnov 2012）其他理论则推断其故地在贝加尔湖旁。（Menges 1968, Khelimskii 1985）截至2012年，学者们仍在试图通过同源词进行构拟。
通古斯语间的对音存在规则对应。例如，Norman（1977）认为原始通古斯语同一词根中*t后继*j时>满语s，例外来自借词。一些语言学家相信原始通古斯语的元音和谐律和一些临近的非通古斯语类似现象有联系。例如，有原始朝鲜语、原始蒙古语和原始通古斯语的元音和谐间区域性或同源的对应来自祖语的舌根后移的假说。这是几种假说之一，另一些原始通古斯语构拟方案没有这种和谐。
有些材料将公元前7世纪到公元前2世纪满洲的东胡语言描述为原始通古斯语。其他材料指出这可能是随机相似性，尖锐地批评了“东胡”和“通古斯”有联系的观点。:411–466
百济和新罗等朝鲜半岛国家的历史记录记载了与靺鞨的战争。学者认为这些靺鞨人和后来的女真人关系密切。
亚历山大·沃文（2015）注意到北通古斯语有南通古斯语没有的爱斯基摩-阿留申语系借词，这说明爱斯基摩-阿留申语在西伯利亚东部曾广泛使用。他估计北通古斯语中出现的爱斯基摩-阿留申语借词不会在公元前借来，因为那时通古斯语正从其故地黑龙江中游向北扩张。
Wang和马丁·罗比茨（2020）认为原始通古斯语故地在兴凯湖地区。

### 女真-满语
整个语系最早的文字材料记录的是女真语，是金朝统治者的语言。女真人基于契丹大字創建了女真文，其中现存最重要的女真文文本是大金得胜陀颂碑背面的碑刻，它于金世宗大定年间（1185年）立。这显然是碑正面汉语文本的缩译。已知最晚的女真文文本写于1526年。
属于该语系的文本在女真部落首领努尔哈赤1616-1626年的统治期间再次出现。在他的時代，開始以蒙古文為基礎新制定了一套满文(老滿文)，西元1636年其後繼者皇太极以“满洲”（满族）為名自立，又將原有文字陸續改進而成為新滿文。一般将女真语和满语视作同一语言的不同发展阶段。
目前满语正处于濒危，母语者只剩齐齐哈尔的几十名老人。关系密切的锡伯语一直都被视为女真-满语的一支，有约3万使用者。作为通古斯语系中唯一一种有长期文字记录的语言，女真-满语对于构拟原始通古斯语来说非常重要。

### 與其他語系的關係
- 阿爾泰民族假說認為突厥語系、蒙古語系、通古斯語系可以組成阿爾泰語系。有時還包括朝鮮語系、日本語系、阿伊努語。[13]
- 圖蘭主義認為阿爾泰語系可以和烏拉爾語系組成烏拉爾-阿爾泰語系。[14]

## 使用人口
满-通古斯语系各語言使用人口圓餅圖
通古斯语系各語言使用的人口較少，約7.5萬人，均为小语种，其中錫伯語使用人數最多。

## 语言分类

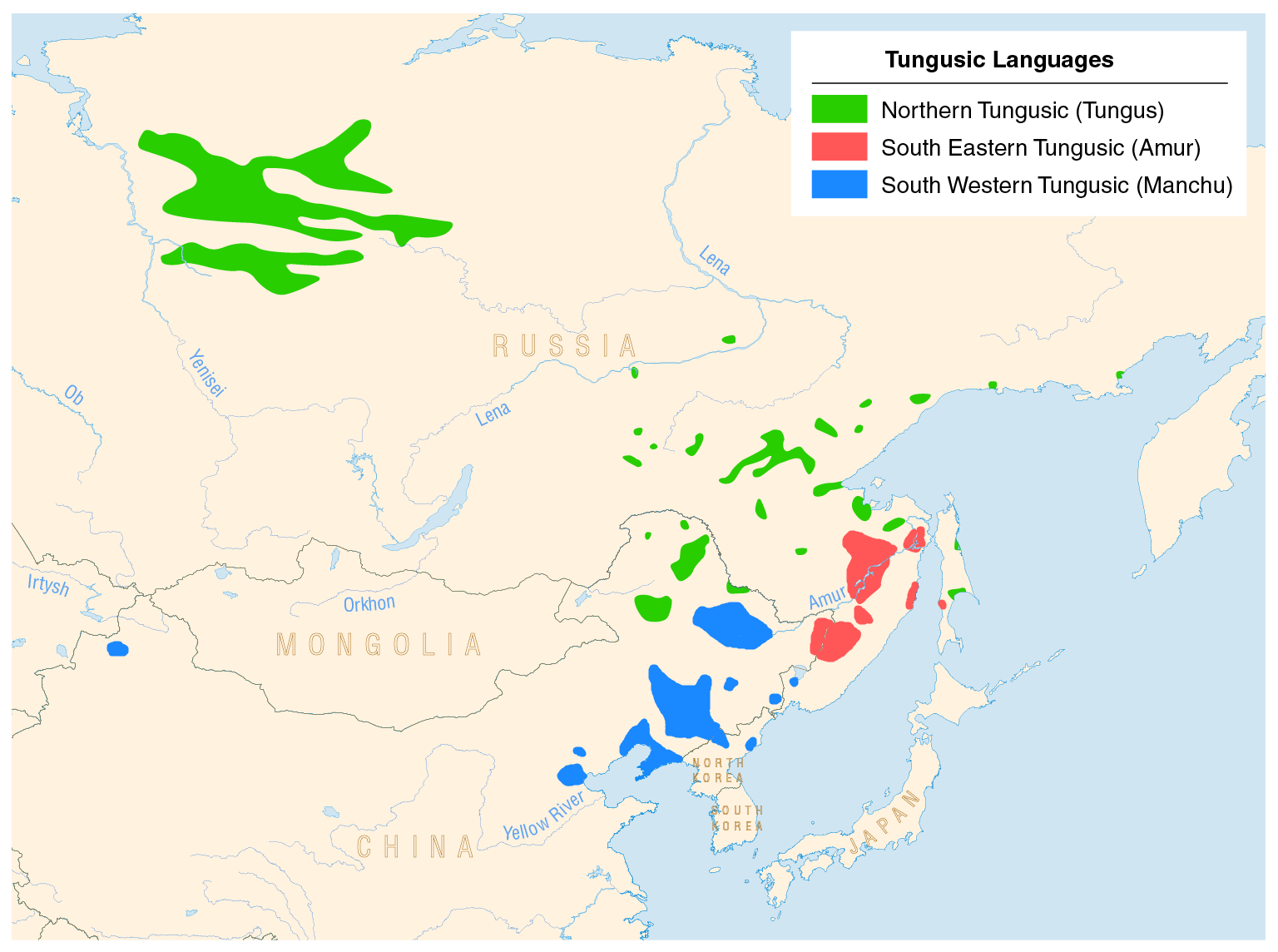
通古斯語系的分佈

### 北通古斯语族(通古斯語族)
- 鄂温语支
  - 鄂溫語 （eve） （俄罗斯：萨哈共和国、堪察加邊疆區、楚科奇自治区等）
- 鄂温克语支
  - 鄂温克语（evn） （中国：内蒙古鄂溫克旗，俄罗斯：克拉斯諾亞爾斯克邊疆區、阿穆爾州、哈巴羅夫斯克邊疆區、萨哈林州等）
  - 鄂伦春语 （orh） （中国：內蒙古鄂倫春旗、黑龍江省）
- 涅吉达尔语支
  - 涅吉達爾語 （neg） （俄罗斯：哈巴羅夫斯克邊疆區）
- 乌德蓋语支
  - 奥罗奇语 （oac） （俄罗斯：哈巴羅夫斯克邊疆區）
  - 烏德蓋語 （ude） （俄罗斯：哈巴羅夫斯克邊疆區）

### 東南通古斯语族(阿穆爾語族)
- 那乃语支（又称赫哲语支）
  - 赫哲语（gld）（中国：黑龍江省，俄罗斯：哈巴羅夫斯克邊疆區）
  - 鄂罗克语（oaa）（俄罗斯：薩哈林州）
  - 烏爾奇語（ulc）（俄罗斯：哈巴羅夫斯克邊疆區）

### 西南通古斯语族(滿語族)
- 渤海語†（渤海国）
- 女真语支（又稱滿語支）
  - 女真語（juc）†（金代至明代）
    - 满语（mnc）（中國：黑龍江省富裕县、黑河市）
    - 巴拉語（中國：黑龍江省、吉林省张广才岭）[16]
    - 恰喀拉语（俄罗斯：濱海邊疆區）[17][18]
    - 锡伯语 （sjo）（中国：新疆察布查爾縣）

## 延伸閱讀
- Vovin, Alexander. . Keith Brown, Sarah Ogilvie  (编).  1st. Amsterdam and Boston: Elsevier: 1103–1105. 2009 [2006]  [2016-09-16]. ISBN 978-0-08-087774-7. OCLC 264358379. （原始内容存档于2018-05-31）.

## 外部連結
- Monumenta Altaica （页面存档备份，存于）—Altaic Linguistics. Grammars, Texts, Dictionaries, Bibliographies of Mongolian and other Altaic languages
- 通古斯语研究小组 （页面存档备份，存于）于达特茅斯大学
- （西班牙文） 通古斯语系 （页面存档备份，存于）
- Vergleich der Reziproken des Ewenischen mit verwandten Sprachen （页面存档备份，存于）